# Cataract (oogaandoening)
Cataract of grijze staar is een vertroebeling van de ooglens waardoor het zicht vermindert. In extreme gevallen wordt de ooglens geheel ondoorzichtig, waardoor blindheid van het oog optreedt.
Wereldwijd zijn ongeveer 17,5 miljoen mensen blind door cataract. Dat is bijna de helft van het totale aantal blinden.
Tussen een leeftijd van 50 en 65 jaar heeft ongeveer de helft van alle mensen reeds tekenen van cataract, maar de meesten ondervinden er dan nog geen hinder van. Rond 75 jaar heeft 70% cataract. Vanaf die leeftijd nemen de gezichtsproblemen door de aandoening aanzienlijk toe. Mensen met diabetes worden vaak reeds op jongere leeftijd getroffen door cataract.
Wanneer het zicht na de leeftijd van 60 jaar geleidelijk begint te veranderen en men bijvoorbeeld niet meer kan lezen zonder bril, is dit vaak door cataract. Wazig zicht vooral bij fel tegenlicht en dubbelzien met één oog zijn ook veel voorkomende verschijnselen bij cataract.

## Oorzaken

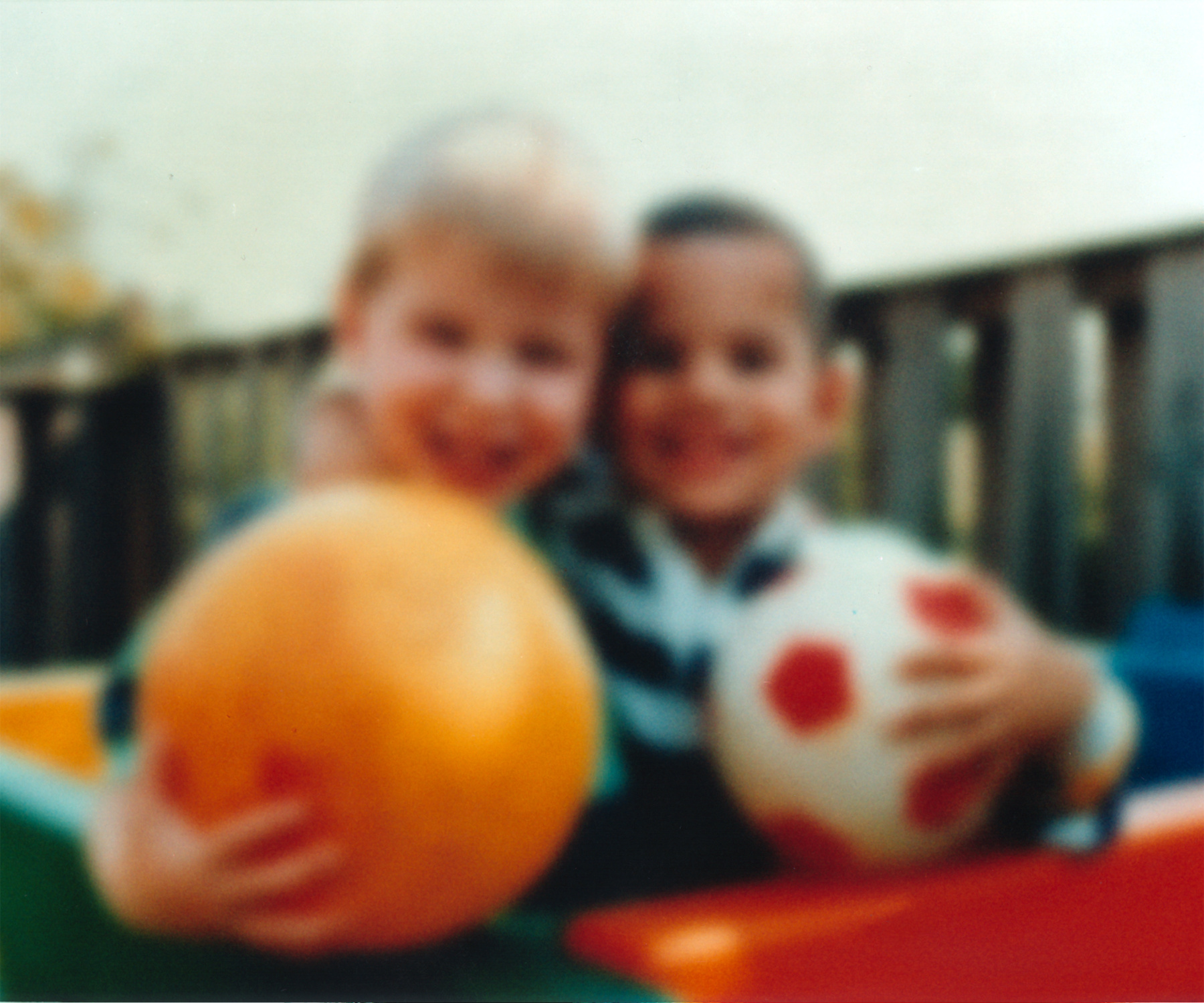
Nabootsing van het zicht van iemand met grijze staar

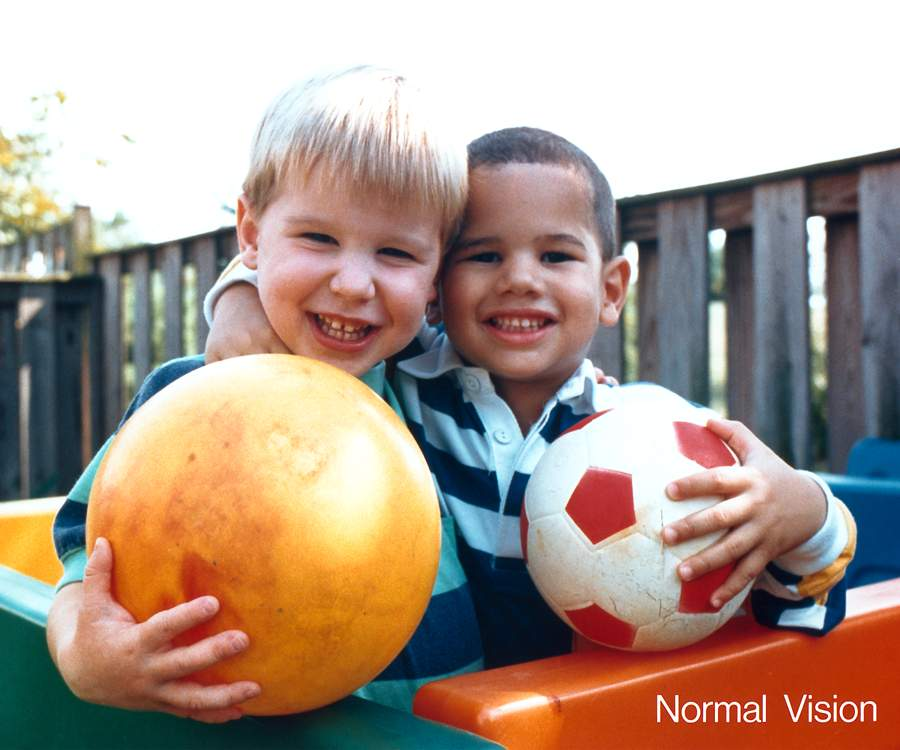
Normaal zicht

In het oog, vlak achter de pupil, zit de normaal heldere en doorzichtige ooglens. Deze bestaat uit eiwitten en water. Bij cataract wordt de ooglens langzaam troebel, zodat het licht er niet meer doorheen kan vallen. Hiervoor zijn vele oorzaken, maar in de meeste gevallen is de oorzaak van de vertroebeling van de lens niet bekend. Volgens sommige bronnen zou ultraviolet licht van de zon een rol spelen, maar dit werd nooit bewezen.
Bij cataract als gevolg van diabetes resulteert een verhoogde bloedsuikerspiegel in het oog in verhoogde omzetting van glucose in sorbitol. Dat gebeurt via een enzym. Aangezien de lensmembranen vrijwel ondoorlaatbaar zijn voor sorbitol en ook het enzym ontberen om sorbitol af te breken, hoopt sorbitol zich op in hoge concentraties in de lens. Dat blijft zelfs zo als de glucosespiegels weer normaal worden. Deze hoge sorbitolconcentraties creëren een osmotische gradiënt die ervoor zorgt dat water de cellen in wordt getrokken om de osmotische balans te handhaven, met hetzelfde doel loost de cel vervolgens kleine moleculen als aminozuren, inositol, glutathion, nicotinezuur, vitamine C, magnesium en kalium. Aangezien deze voedingsstoffen de lens beschermen tegen schade, resulteert het verlies ervan in een verhoogde gevoeligheid voor beschadiging. Het resultaat is dat de eiwitten in de lens beschadigen, samenklonteren en verkleuren, waardoor cataract ontstaat.
De eiwitten in de ooglens zijn zodanig gerangschikt dat de lens doorzichtig is. Maar bij cataract worden deze eiwitten in stukjes afgebroken. De stukjes klonteren samen in de lens. Daardoor verkleurt de lens naar geel, groen en verder tot oranje en bruin. Soms verschijnen wittige wolkjes of vlokken in de lens. Deze worden opaciteiten genoemd. Aanvankelijk hinderen ze het invallende licht nauwelijks. Naarmate ze groter en dikker worden, verstrooien ze dat licht echter steeds meer. Minder licht bereikt het netvlies. Naarmate de lens volledig ondoorzichtig is geworden, is er sprake van een totaal cataract. Is de lens gedeeltelijk ondoorzichtig, dan spreekt men van onvolledig cataract.
Alhoewel cataract door vele aandoeningen kan worden veroorzaakt, is het meestal een leeftijdsverschijnsel. In dat geval treft het vaak beide ogen. Oogtrauma, diabetes en sommige geneesmiddelen, wanneer ze zeer langdurig worden ingenomen, kunnen bijdragen aan het ontstaan van cataract. Het is niet bekend waarom de lens verandert bij het ouder worden. Naast 'ouderdomsstaar' zijn er diverse andere vormen, bijvoorbeeld na een verwonding van de ooglens of door erfelijke oorzaken.

### Aangeboren cataract
In zeldzame gevallen is cataract aangeboren, ook wel cataracta congenita genoemd. Dit kan verschillende oorzaken hebben. Cataracta congenita kan zijn ontstaan doordat de moeder tijdens de zwangerschap rodehond heeft gehad. Ook andere problemen tijdens de zwangerschap kunnen cataract veroorzaken.
Soms is aangeboren cataract een opzichzelfstaande aandoening. Het kan ook een onderdeel zijn van syndromen, zoals bij 1q21.1-deletiesyndroom. Cataracta congenita kan erfelijk zijn. Er kan ook cataract ontstaan in de jeugd, door een ziekte of na een ongeluk. De ernst van de troebeling van de ooglens kan sterk wisselen. De staar kan zowel op één als op beide ogen voorkomen. Door de troebeling van de lens wordt er altijd een slecht beeld aangeboden in de hersenen. De visuele cortex wordt daarom niet geprikkeld om te leren waarnemen. Onbehandeld zijn de vooruitzichten bij aangeboren staar daarom slecht.
De behandeling van het aangedane oog zal vaak bestaan uit het zo jong mogelijk opereren van de staar. Een implantaatlens bij een baby is niet mogelijk omdat het oog in de eerste levensjaren erg hard groeit. De bril die de eigen lens zou moeten vervangen is zo dik dat die sterke bijeffecten heeft. Daarom wordt er gekozen voor correctie met een contactlens. Na de operatie en correctie met een contactlens kan het oog leren waarnemen. Het behandelingstraject is lang en intensief, maar de vooruitzichten zijn redelijk. Natuurlijk hangt het er ook van af of er andere afwijkingen aan het oog of de ogen zijn. Trillende oogjes (nystagmus) maken de vooruitzichten bijvoorbeeld slechter. Op een gegeven moment kan de contactlens vervangen worden door een implantlens.

## Soorten cataract
Afhankelijk van de plaats op de lens waar het wazige beeld ontstaan is, zijn drie soorten cataract te onderscheiden. Daarnaast is er nog een vierde soort.

### Kerncataract
Deze vorm van cataract, ook wel cataracta nuclearis, komt het meest voor. Deze ontstaat in het centrum van de lens en wordt meestal vlug ontdekt. De meest voorkomende symptomen zijn verstrooiing van het licht, zien van dubbele beelden en mistig en afnemend beeld.

### Cataracta corticalis
De eerste symptomen van cataracta corticalis of "schorstroebeling" zijn straalvormige vertroebelingen in het buitenste corticaal gedeelte van de lens. De opaciteiten breiden zich uit van de buitenkant van de lens naar het centrum, zoals de spaken van een wiel. Wanneer deze vertroebelingen het centrale deel van de lens bereiken, worden ze storend en treedt er gezichtsverlies op. Onder meer bij mensen met diabetes komt deze vorm meer voor.

### Achterste subcapsulair cataract
Bij deze vorm ontstaat er eerst een klein, mat vlekje achteraan in het midden van de lens. Deze vlek wordt steeds groter. Vroege klachten zijn een wazig zicht wanneer men buiten is en last bij het lezen. Dit soort cataract is vrij typisch voor mensen die een behandeling met corticosteroïden volgen. Men spreekt dan ook wel van cortisoncataract.

### Juvenile cataract
Deze vorm van cataract komt slechts bij een klein aantal mensen voor. Dit type cataract is niet duidelijk zichtbaar bij de geboorte, maar ontstaat in de kindertijd of adolescentie. Kan behandeld worden met een operatie. De kunstlens die in het oog wordt geplaatst tijdens die operatie wordt er op de groei ingestoken omdat het oog nog moet groeien. De kans bestaat dat glasvochttroebeling ontstaat, ook wel myodesopsie genoemd.

## Behandeling
Tegenwoordig is deze aandoening vrijwel altijd goed behandelbaar: de ondoorzichtig geworden lens wordt verwijderd en daarvoor in de plaats wordt een kunstlens geplaatst. Deze ingreep door een oogarts vindt meestal plaats onder plaatselijke verdoving en heeft een lage kans op complicaties. Wel kan men daarna niet meer accommoderen zodat voor dichtbij zien, bijvoorbeeld bij lezen, een bril nodig is. Maar dit was bij de meeste patiënten, alleen al door hun leeftijd, voordien toch al het geval. Over het algemeen is slechts een (halve)-dagopname in het ziekenhuis nodig voor de operatie en kan de patiënt nog dezelfde dag weer naar huis. Implantatie van de kunstlens wordt tegenwoordig eigenlijk altijd gedaan, omdat men anders een dikke bril of contactlenzen moet dragen om te kunnen zien.
Veel mensen zijn bang voor de operatie omdat ze denken dat ze hun ogen open zullen moeten houden, maar ook al gebeurt de operatie bijna nooit onder totale verdoving, het openhouden is nooit een probleem. Enkele dagen na de operatie heeft men geen last meer van de ogen. Toch kan het zijn dat na enkele dagen het zicht nog niet optimaal is. Dat kan ook liggen aan andere oogproblemen.
Er vinden in Nederland tegenwoordig ongeveer 150.000 cataractextracties per jaar plaats (2010).